# 64 — Шахматное обозрение
«64 — Шахматное обозрение» — советский, затем российский специализированный шахматный журнал. Был основан как массовый иллюстрированный спортивно-методический журнал Госкомспорта СССР. Предшественником журнала была газета «64» — шахматно-шашечное приложение к газете «Советский спорт», которая издавалась с 1968 года. Первыми главными редакторами были Анатолий Карпов (1980—1991), Александр Рошаль (1992—2007). Среди членов редколлегии и авторов были ведущие шахматисты и деятели шахматного движения СССР, России и зарубежных стран. В 1986 году в издании был опубликован первый текст Владимира Набокова в СССР, писателя-эмигранта, неприязненно относившегося к советскому строю. C 1995 года журнал возродил традицию вручения шахматного «Оскара» лучшему шахматисту года по опросу экспертов, большинство которых — журналисты, пишущие о шахматах. Эта награда вручалась под эгидой издания до 2014 года.

## История

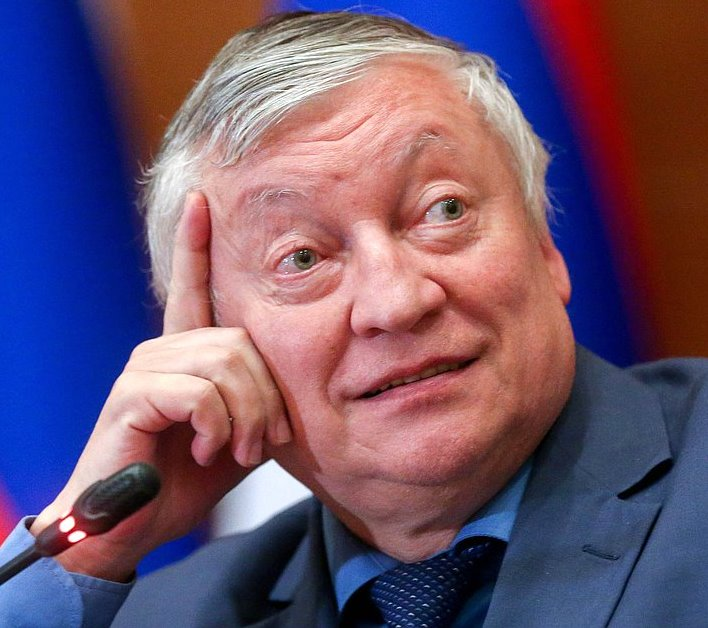
Анатолий Карпов — один из главных редакторов издания (1980—1991)

Журнал «64 — Шахматное обозрение» был основан как массовый иллюстрированный спортивно-методический журнал Госкомспорта СССР. Издаётся с января 1980 года два раза, а с января 2000 один раз в месяц. Предшественником журнала была газета «64» (1968—1980) — шахматно-шашечное приложение к изданию «Советский спорт». С даты основания этой газеты отсчитывает своё начало и современное издание. Тираж журнала в середине в 1980-х годов составлял 74 тысячи экземпляров. Главными редакторами были Анатолий Карпов (1980—1991), Александр Рошаль (1992—2007), Марк Глуховский (2007—2014). С 2014 года на этой должности работает Максим Ноткин. Среди членов редколлегии и авторов были ведущие шахматисты и деятели шахматного движения СССР, России и зарубежных стран. 
Издание публиковало записи партий с комментариями ведущих советских, российских и иностранных шахматистов. На страницах издания публикуются статьи и комментарии по теории и истории шахмат, интервью, материалы по композиции. Оно регулярно описывало различные советские, российский и международные шахматные турниры. В нём появлялись литературные произведения, посвящённые освещаемому виду спорта. Так, в августовском номере за 1986 год был опубликован первый текст Владимира Набокова в СССР, писателя-эмигранта, неприязненно относившегося к советскому строю. Он был известен как страстный любитель шахмат и автор шахматных задач, а в 1970 году был опубликован его двуязычный сборник «Poems and Problems», включающий в себя стихи и шахматные задачи с решениями. В опубликованной статье с комментарием Фазиля Искандера были размещены рассуждения Набокова из автобиографической книги «Другие берега», посвящённые шахматной композиции. Советский и нидерландский шахматист Генна Сосонко позже вспоминал, что несмотря на то, что с Рошалем вышестоящее руководство вело беседы о рискованности появления в его журнале отрывка из произведения русско-американского писателя, он этим очень гордился: «Публикация в шахматном журнале, прервавшая набоковскую блокаду, заняла только две с небольшим странички, но фактом этим главный редактор крайне гордился и вспоминал при каждом удобном случае». Также в журнале помещались кроссворды, викторины, юмористические колонки («Содружество муз», «Мир увлечений», «Кафе „Тройной шах“», на «65-м поле» и другое). В советский период тематика журнала во многом определялась интересами и запросами читателей, к таким рубрикам можно отнести материалы «Заочной летучки», центральный разворот «По стране советской» (своеобразная газета в журнале), которые были полностью представлены на основе материалов присланных читателями. В разделе «Портретная галерея» представлялась информация о чемпионах и активных шахматистов-общественников. К наиболее популярным разделам в 1980-е годы относились: «Лаборатория творчества», «Мир дебютных идей», «Мастерская», «Их имена — в истории шахмат», «За круглым столом». На крупных соревнованиях издание представляли специальные корреспонденты-шахматисты, которые освещали их результаты в разделе «Турнир за турниром». В разделе «Композиция» представлялись конкурсы составления и решения задач и этюдов, а также задания «Пять минут на диаграмму». Среди авторов журнала были гроссмейстеры М. Ботвинник, М. Чибурданидзе, М. Таль, Игорь Зайцев, Николай Крогиус, Я. Эльвест, В. Салов, А. Белявский, Л. Полугаевский, Э. Гуфельд, С. Макарычев, Н. Александрия, а также М. Филип (ЧССР), А. Адорьян (Венгрия), А. Матанович (Югославия), Я. Тимман (Нидерланды), Р. Кин (Англия) и другие.
Журнал выступал инициатором и организатором ряда семинаров для редакторов шахматных отделов средств массовой информации, организовывал различные конкурсы: по проведение массовых соревнований, на лучший рисунок и фотографию, на лучшее проведение массовых матчей шахматных коллективов «64 X 64». Издание предоставляло специальные призы за творческие успехи для участников крупных соревнований. В рамках программы поддержания связи с зарубежными средствами массовой информации осуществляло обмен издательским опытом в разделе «Перекрёстки дружбы». Совместно с белградским специализированным изданием «Шаховски информатор» проводился конкурс «Эло по эстетике», в ходе которого по результатам читательского голосования, коррелируемого с оценками жюри, признавались 10 лучших партий года. Другие иностранные материалы помещались в разделе «Международная панорама». Некоторые из традиций советского периода были сохранены и в современном российском издании. В феврале 2019 года в честь пятидесятилетия издания в Центральном доме шахматиста был проведён блиц-турнир по шахматам.

## Шахматный «Оскар»
С 1995 года журнал возродил традицию вручения ежегодного шахматного «Оскара». Это приз стал вручаться лучшему шахматисту года по опросу экспертов, большинство которых — журналисты, пишущие о шахматах. Шахматный «Оскар» был учреждён в 1967 году, присуждался голосованием Международная ассоциация шахматной прессы (фр. Association internationale de la presse échiquéenne; AIPE). В дальнейшем к ним присоединились организаторы турниров, тренеры. После распада AIPE в 1988 году награда не присваивалась, пока в 1995 году за её вручение не взялся российский журнал. Присуждение награды продолжалось до 2014 года. 

### Победители шахматного «Оскара» (1995—2013)
| Год  | Победитель       | Страна   |
| ---- | ---------------- | -------- |
| 2013 | Магнус Карлсен   | Норвегия |
| 2012 | Магнус Карлсен   | Норвегия |
| 2011 | Магнус Карлсен   | Норвегия |
| 2010 | Магнус Карлсен   | Норвегия |
| 2009 | Магнус Карлсен   | Норвегия |
| 2008 | Вишванатан Ананд | Индия    |
| 2007 | Вишванатан Ананд | Индия    |
| 2006 | Владимир Крамник | Россия   |
| 2005 | Веселин Топалов  | Болгария |
| 2004 | Вишванатан Ананд | Индия    |
| 2003 | Вишванатан Ананд | Индия    |
| 2002 | Гарри Каспаров   | Россия   |
| 2001 | Гарри Каспаров   | Россия   |
| 2000 | Владимир Крамник | Россия   |
| 1999 | Гарри Каспаров   | Россия   |
| 1998 | Вишванатан Ананд | Индия    |
| 1997 | Вишванатан Ананд | Индия    |
| 1996 | Гарри Каспаров   | Россия   |
| 1995 | Гарри Каспаров   | Россия   |

## Главные редакторы
- Анатолий Карпов
- Александр Рошаль
- Марк Глуховский (2007—2014)[12]
- Максим Ноткин (с 2014)

## Постоянные авторы
- Барский, Юрий Петрович
- Гик, Евгений Яковлевич[13]